# نيسرية إغوانية
نيسرية إغوانية (الاسم العلمي:Neisseria iguanae) هي نوع من البكتيريا تتبع جنس النيسرية من فصيلة نظيرات النيسرية.